# Rally de Rusia
El Rally de Rusia, oficialmente Rally Russia es una prueba de rally que se celebra anualmente en las cercanías de Vyborg desde el año 2007 y fue puntuable para el Intercontinental Rally Challenge desde su primera edición. Se disputa sobre tramos de tierra.
En sus tres ediciones disputadas los vencedores fueron pilotos finlandeses. Anton Alén ganó en la edición de 2007 y Juho Hänninen lo hizo en 2008 y 2009.

## Palmarés
| Año  | Edición         | Piloto        | Copiloto       | Vehículo                       | Series |
| ---- | --------------- | ------------- | -------------- | ------------------------------ | ------ |
| 2007 | 1. Rally Russia | Anton Alén    | Timo Alanne    | Fiat Abarth Grande Punto S2000 | IRC    |
| 2008 | 2. Rally Russia | Juho Hänninen | Mikko Markkula | Peugeot 207 S2000              | IRC    |
| 2009 | 3. Rally Russia | Juho Hänninen | Mikko Markkula | Škoda Fabia S2000              | IRC    |